# Chantal Kreviazuk
Chantal Kreviazuk (Winnipeg, 18 maggio 1973) è una cantautrice e attrice canadese, attiva nei generi musicali rock e pop.
È nota per le numerose collaborazioni con altri artisti di fama internazionale, tra i quali Avril Lavigne (con la quale ha scritto  alcuni dei brani più noti dell'album Under My Skin), Gwen Stefani, Kelly Clarkson, Alex Band e Britney Spears. È sposata con Raine Maida, frontman degli Our Lady Peace.
Chantal Kreviazuk ha finora pubblicato sette album:
- Under These Rocks and Stones (1997)
- Colour Moving and Still (#9 CAN) (1999)
- What If It All Means Something (#29 CAN) (#119 US) (2002)
- Ghost Stories (#2 CAN) (2006)
- Plain Jane (2009)
- In This Life (Live) (2012)
- Hard Sail (2016)

## Filmografia
- Kiss & Cry, regia di Sean Cisterna (2017)